# Гавриловка (Самарская область)
Гаври́ловка — село в Алексеевском районе Самарской области. Административный центр сельского поселения Гавриловка.

## География
Расположено на реке Съезжая, в 14 км к юго-востоку от районного центра села Алексеевка.

## История
Село основано в первой половине XIX века.

## Население
| 1986 | 2002 | 2010 | 2014 | 2015 |
| ---- | ---- | ---- | ---- | ---- |
| 500  | ↘422 | ↘415 | ↘410 | ↘407 |

Национальный состав
Согласно результатам переписи 2002 года, в национальной структуре населения русские составляли 94 % от жителей.

## Известные уроженцы
- Синичкин, Фёдор Михайлович (1901—1962) — советский военнослужащий, капитан, Герой Советского Союза.